# George Moura
George Frederico Moura (Recife, 27 de novembro de 1963) é um autor e roteirista brasileiro. Seus trabalhos foram indicados seis vezes ao Emmy International.

## Televisão
| Ano  | Trabalho                | Emissora  | Função              | Parceiros Titulares                          | Notas                            |
| ---- | ----------------------- | --------- | ------------------- | -------------------------------------------- | -------------------------------- |
| 2003 | Carga Pesada            | TV Globo  | Roteirista          | Gianfrancesco Guarnieri Ferreira Gullar      |                                  |
| 2003 | Cidade dos Homens       | TV Globo  | Roteirista          | Fernando Meirelles Kátia Lund                |                                  |
| 2006 | Linha Direta            | TV Globo  | Roteirista          | Domingos Meirelles                           | Episódio: "Mansão de Saracuruna" |
| 2006 | Por Toda Minha Vida     | TV Globo  | Roteirista          | Fernanda Lima                                |                                  |
| 2013 | O Canto da Sereia       | TV Globo  | Autor               | Patrícia Andrade                             |                                  |
| 2014 | Amores Roubados         | TV Globo  | Autor               | Sergio Goldenberg Flávio Araújo Tereza Frota |                                  |
| 2014 | O Rebu                  | TV Globo  | Autor               | Sergio Goldenberg                            |                                  |
| 2018 | Onde Nascem os Fortes   | TV Globo  | Autor               | Sergio Goldenberg                            |                                  |
| 2019 | Juntos a Magia Acontece | TV Globo  | Supervisor de texto | Cleissa Regina Martins                       |                                  |
| 2021 | Onde Está Meu Coração   | Globoplay | Autor               | Sergio Goldenberg                            |                                  |
| 2025 | Guerreiros do Sol       | Globoplay | Autor               | Sergio Goldenberg                            |                                  |
| 2025 | O Século do Globo       | Globoplay | Roteirista          | Ricardo Calil Renato Onofre                  |                                  |

## Cinema
| Ano  | Trabalho                                            | Função     | Parceiros Titulares          | Notas          |
| ---- | --------------------------------------------------- | ---------- | ---------------------------- | -------------- |
| 2002 | Castanha e Caju Contra o Encouraçado Titanic        | Diretor    |                              | Curta-metragem |
| 2002 | Moro no Brasil                                      | Roteirista | Mika Kaurismäki              | Documentário   |
| 2003 | Carga Pesada: A Grande Viagem                       | Roteirista | Roberto Naar                 |                |
| 2007 | Cidade dos Homens : O Filme                         | Roteirista | Paulo Morelli                |                |
| 2008 | Linha de Passe                                      | Roteirista | Daniela Thomas Walter Salles |                |
| 2012 | Corda Bamba - A História de Uma Menina Equilibrista | Roteirista | Eduardo Goldenstein          |                |
| 2014 | Getúlio                                             | Roteirista | João Jardim                  |                |
| 2016 | Redemoinho                                          | Roteirista | José Luiz Villamarim         |                |
| 2018 | O Nome da Morte                                     | Roteirista | Henrique Goldman             |                |
| 2018 | O Grande Circo Místico                              | Roteirista | Cacá Diegues                 |                |